# Unitarism
Unitarism eller unitarianism (av latin unitas "enhet", unus "en") är inom kristendomen en benämning på en rörelse som uppstod på 1500-talet och som helt avvisar läran om treenigheten; det vill säga att Gud kan delas in i aspekterna Fadern, Sonen och Den Helige Ande, och att Jesus därför är Gud. Istället anser man att Gud är en. Unitarer tror att Jesus var inspirerad av Gud i sin förkunnelse, att han är vår frälsare, men inte att han var en gud eller Gud inkarnerad.
Unitarer anser att religion och vetenskap kan samexistera och vägleda dem i deras förståelse av naturen och Gud. De bekänner sig inte till några dogmatiska trosbekännelser. Unitarer accepterar i allmänhet religiös pluralism och kan finna värde i olika läror, men lägger fortfarande störst vikt vid Kristi lära. Tankefrihet och samfundsfrihet utgör kärnvärden för unitarer. Studier och nya erfarenheter kan leda till nya insikter, kunskaper, och tillämpning. Unitarer lägger tonvikt på att använda sunt förnuft vid tolkning av skrifter.
Det finns idag cirka 800 000 unitarer i världen.

## Historia
Unitarism utgör inte ett enda kristet samfund, utan hänvisar snarare till en samling av såväl existerande som utdöda kristna grupper, vare sig de är historiskt relaterade till varandra eller inte, som delar en gemensam teologisk tanke om att Gud är en.
På det europeiska fastlandet skapade de så kallade socinianerna en unitarisk kyrka i Polen redan på 1500-talet, men de förtrycktes under motreformationen och fördrevs till andra länder, bl.a. Ungern. I 1600- och 1700-talens England förenades unitarismen med deismen till en förnuftsreligion, men inledningsvis utan att bilda ett eget trossamfund. Den anglikanske prästen Theophilus Lindsey (1723-1808) förbjöds 1773 att verka som präst på grund av sin unitariska övertygelse, och grundade 1774 ett fritt unitariskt trossamfund i Storbritannien. I USA grundades i början av 1800-talet American Unitarian Association (AUA), ett unitariskt samfund som 1961 förenades med de besläktade universalisterna till Unitarian Universalist Association (UUA).
Idag förenas många unitarer genom att deras organisationer tillhör International Council of Unitarians and Universalists (ICUU). Största enskilda organisationen är Unitarian Universalist Association (UUA), följt av Unitariska kyrkan i Transsylvanien, Unitariska kyrkan i Ungern, och General Assembly of Unitarian and Free Christian Churches (i Storbritannien).
Man står förenade bakom följande principer:
- samvetsfrihet och individuell tankefrihet i trosfrågor,
- varje människas inneboende värde och värdighet.
- rättvisa och medkänsla i mänskliga relationer,
- ansvarsfullhet i mänskliga relationer,
- engagemang för demokratiska principer.

## Teologi
Rörelsens första anhängare ville förena en strikt monoteism med kristen humanism. Därför förnekade de Jesu gudomlighet och framhöll honom i stället som en människa som Gud utsett till budbärare (profet). Den bilden av Jesus delar unitarierna med bland annat muslimer och bahá'í-troende samt andra icke-trinitariska kristna. Medan den strikta teologiska monoteismen i kristen unitarism skiljer sig från de större kristna samfunden som baseras på treenighetsläran, står kristen unitarism alltså närmare den monoteistiska förståelsen av Gud i judendomen och islam. Unitarer är alltså kritiska till treenighetsläran. Deras teologi skiljer sig alltså från den katolska, ortodoxa och anglikanska teologin, samt från den teologi som genomsyrar huvudfåran inom protestantismen och de andra kristna kyrkosamfund som lär ut och tror på treenighetsläran.
Unitarer hänvisar ibland till den romerska statsmaktens påtryckningar under koncilierna åren 325 - 451. Då bestämdes dels att Jesus själv var Gud och hans mor Maria upphöjdes till att vara Guds moder – en av världshistoriens mest förödande förfalskningar enligt unitarerna. Förfalskningarna förklarar den uppenbara skillnaden mellan den judiske Jesus och den kristna lärans Jesus, det vill säga kristendomen. I kristen mening är Jesus inte kristen, påpekar unitarerna. Jesu uppgift var att visa människorna att de kunde få evigt liv. Detta gjorde han, enligt unitarismen, genom att dö som en människa och uppstå från de döda. Om Jesus hade varit Gud hade allt detta varit meningslöst – judarna och andra monoteister visste ju redan att Gud har evigt liv.
Unitarism är också känd för att man förnekar flera andra kristna doktriner, däribland lärorna om arvsynd, predestination, och Bibelns ofelbarhet. Unitarer har tidigare accepterat doktrinen om evigt straff i helvetet, men få gör så idag. Trots att det inte finns någon särskild gemensam unitarisk tro utöver att man avvisar läran om treenigheten, så är följande övertygelser allmänt accepterade:
- En Gud och enhet i Gud,
- Jesu Kristi liv och förkunnelse utgör en förebild för i våra liv,
- Förnuft, rationell tanke, vetenskap och filosofi samspelar med tro på Gud.
- Människor har förmåga att utöva fri vilja på ett ansvarsfullt, konstruktivt och etiskt sätt med hjälp av religion.
- Människans natur är i sig vare sig korrupt eller syndig, men kan göra både gott och ont.
- Ingen religion kan hävda ett absolut monopol på Guds natur eller en full teologisk sanning.
- Även om Bibelns författare inspirerades av Gud var de människor och därför utsatta för mänskliga fel.
- Traditionella doktriner såsom predestinationsläran, evig fördömelse och försoningsläror är ogiltiga, eftersom de strider mot Guds karaktär och döljer Jesu Kristi sanna natur och uppdrag.

Den moderna unitarismen menar sig återupprätta den ursprungliga kristendomen, som de menar skulle ha varit unitarisk eller strikt monoteistisk. Kristna unitarer tror på Jesus Kristus, enligt Nya testamentet och andra tidiga kristna skrifter. Liberala unitarer uppmuntrar inte sällan till oortodoxa uppfattningar om Gud, Jesus, världen och meningen med livet. Konservativa (bibliska eller evangelikala) unitarer håller fast vid principen sola scriptura och menar att Bibeln är tillräcklig i sig själv för att utgöra den enda källan till den kristna läran. Vissa unitarer har sökt att närma sig judendomen eller lever helt och fullt enligt judendomen men som har kvar sin tro på Jesus som profet och Messias och kallar sig själva messianska judar, messianer eller messianskt troende.
Många unitarer betraktar sig som kristna humanister.

## Skandinavien
Den moderna unitarismen kom från USA till Skandinavien i slutet av 1800-talet.

### Norge
Kristofer Janson bildade i Norge en unitarisk kyrka, kallad Broderskabets Kirke, som var verksam i Oslo från 1895 till 1937. 1896 ansökte den hos regeringen om att få bli registrerad som kristet trossamfund. Ansökan avslogs då kyrkans lära ansågs skilja sig för mycket från klassisk kristen tro. Istället blev den registrerad som icke-kristet dissentersamfund (det andra i Norge, efter judendomen). 1897 förklarade ecklesiastikdepartementet i en skrivelse att varken unitariernas eller mormonernas dop kunde erkännas som kristet. Detta upprepades i en ny skrivelse från 1925. Då kyrkans pastor Herman Haugerud dog 1937 upplöstes församlingen. 1995 bildades, i nära kontakt med transsylvaniska unitarier i Ungern och Rumänien, mindre unitariska grupper i Osloområdet och tio år senare godkändes de som registrerat trossamfund under namnet Unitarforbundet Bét Dávid (Den norske unitarkirke), senare namnändrat till Unitarforbundet. Man tillämpar både en kristen-unitarisk samt unitar-universalistisk tradition.

### Danmark
År 1900 grundades Det Fri Kirkesamfund av en grupp liberala kristna i Köpenhamn. I Århus grundades en annan unitarisk församling vid den här tiden av den norska unitariska pastorn och författaren Kristofer Janson (1841-1917); den har sedan stängts. Ofta märkt och betraktad som en "pionjär" eller "föregångare" (på andligt sätt) till unitarism i Danmark var den isländska teologen Magnús Eiríksson (1806-1881), som bodde i Köpenhamn från 1831 fram till sin död i 1881. Unitarisk Kirkesamfund är den enda nuvarande danska unitariska församlingen, grundad under namnet Det fri Kirkesamfund 1900, under nuvarande namn sedan 1992. 1908 uteslöts en av kyrkans ledare, Mary Westenholz (moster till Karen Blixen) av Folkekirken på grund av henne unitariska engagemang, och kyrkan har sedan dess varit fri kyrka och stått utanför danska Folkekirken. De flesta unitarierna i Danmark tillhör numera Unitarisk Kirkesamfund.

### Sverige
Även i Sverige grundades på 1800-talet några unitariska samfund. Inspirerad av Theodore Parkers skrifter grundades 1871 (i Göteborg - senare också i Stockholm) unitarföreningen Sanningssökarna av den svenska författaren och nobelpristagaren Klas Pontus Arnoldson. Denna förening publicerade också den periodiska Sanningssökaren. Två andra unitariska föreningar grundades 1882 (en av dem i Stockholm). 1888 frågade unitarerna den svenska kungen om tillstånd att inrätta ännu ett unitariansamfund i Göteborg men avvisades för att unitarianism inte betraktades som en kristen religion. Senare vände sig många unitarer till teosofin, men fram till 2009 fanns en unitarisk kyrka i Malmö. Sedan 2018 finns en Facebook-grupp för Svenska Unitarer.

## Kända unitarer i Skandinavien
- Klas Pontus Arnoldson (svensk nobelpristagare)
- Edvard Grieg (norsk klassisk tonsättare)
- Mary Westenholz (dansk agitator, moster till Karen Blixen)

## Kända unitarier - internationellt
- Alexander Graham Bell
- Béla Bartók
- Benjamin Franklin
- Charles Darwin (innan han blev agnostiker 1851)
- Charles Dickens
- Elizabeth Blackwell
- Elizabeth Gaskell
- Florence Nightingale
- Frank Lloyd Wright
- George Boole
- Isaac Newton
- Jenkin Lloyd Jones
- John Adams
- John Biddle
- John Dewey
- John Quincy Adams
- Joseph Priestley
- Mary Carpenter
- Millard Fillmore
- Theodore Parker
- Theophilus Lindsey
- William Ellery Channing
- William Howard Taft